# A Fővárosi Állat- és Növénykert épületeinek listája
A Fővárosi Állat- és Növénykert ma látható épületeinek zöme az 1909–1912 közötti, Kós Károly és Zrumeczky Dezső nevével fémjelzett, erdélyi stílusú felújítási hullám során keletkezett. A II. világháború pusztításaitól megrongálódott kert néhány szocreál stílusú épülettel is gazdagodott, majd a rendszerváltást követően megindult modernizáció jegyében új, az európai állattartási szabványoknak is megfelelő állattartó helyek épültek. A szócikk a továbbiakban időrendben tárgyalja a ma látható épületeket. Az elpusztult épületek sötétebb szürke színnel ki vannak emelve.

## Az épületek listája
A korai épületekről adathiány miatt a lista nem feltétlenül pontos.

### Az első megnyitóra (1866) készült épületek
| Kép | Épület               | Más név | Építés ideje | Lebontás ideje     | Tervező                        | Megjegyzés |
| --- | -------------------- | ------- | ------------ | ------------------ | ------------------------------ | --- |
|     | Bagolyvár            |         | 1865–1866    | napjainkban is áll | Koch Henrik, Szkalnitzky Antal | 1909 körül ideiglenes jelleggel elbontották, és köveiből a kert másik részén építették újjá. |
|     | Egyéb korai épületek |         | 1865–1866    | 1909–1912 körül    | Koch Henrik, Szkalnitzky Antal | 10 nagyobb és számos kisebb épület (pl. Majomház, Fácánház, Zenepavilon, Ragadozó madarak röpdéje, Medvék ketrece, Szarvasakol). Az Állatkert átépítése során bontották el őket 1909 körül. A Zenepavilon csak a második világháború után lett elbontva. |

### Az 1860-as évek és 1890-es évek között épült épületek
| Kép | Épület              | Más név | Építés ideje | Lebontás ideje  | Tervező          | Megjegyzés                                 |
| --- | ------------------- | ------- | ------------ | --------------- | ---------------- | ------------------------------------------ |
|     | Régi (I.) Zsiráfház |         | 1867–1868    | 1909–1912 körül | Lohr Antal       | Az Állatkert átépítése során bontották el. |
|     | Oroszlánház         |         | 1876         | 1909–1912 körül | Hauszmann Alajos | Az Állatkert átépítése során bontották el. |
|     | Régi (I.) Madárház  |         | 1878         | 1909–1912 körül | Gerster Kálmán   | Az Állatkert átépítése során bontották el. |
|     | (I.) Főkapu         |         | 1885         | 1909–1912 körül | Gerster Kálmán   | Az Állatkert átépítése során bontották el. |
|     | (I.) Elefántház     |         | 1875         | 1909–1912 körül | n. a.            | Az Állatkert átépítése során bontották el. |
|     | Vízilóház           |         | 1893         | 1909–1912 körül | n. a.            | Az Állatkert átépítése során bontották el. |

### A második megnyitóra (1912) készült épületek
| Kép | Épület                                  | Más név                                           | Építés ideje | Lebontás ideje     | Tervező                                      | Megjegyzés |
| --- | --------------------------------------- | ------------------------------------------------- | ------------ | ------------------ | -------------------------------------------- | --- |
|     | Főkapu                                  |                                                   | 1912         | napjainkban is áll | Neuschloss Kornél                            | 2012-ben felújították. |
|     | Pálmaház és Akvárium                    |                                                   | 1912         | napjainkban is áll | Végh Gyula, Räde Károly, Ilsemann Keresztély | A Pálmaházat az 1950-es években, majd 1990-es évek és 2000 között újították fel. Az Akváriumot 1996 és 2004 között.       |
|     | Régi (I.) Krokodilház                   |                                                   | 1912         | 1934               | Kós Károly és Zrumeczky Dezső                | Romló állapota miatt bontották el.                                                                                        |
|     | Parasztudvar lakóháza                   | Tanodú                                            | 1912         | napjainkban is áll | Kós Károly és Zrumeczky Dezső                | 1996-ban felújították. |
|     | Selyemhernyótenyésztést bemutató épület |                                                   | 1912         | n. a.              | Kós Károly és Zrumeczky Dezső                | |
|     | Szarvasház                              | Daruház                                           | 1912         | napjainkban is áll | Kós Károly és Zrumeczky Dezső                | 1984-ben lebontották, majd elemeiből újjáépítették a kert másik részén.                                                   |
|     | (II.) Madárház                          | Kós-madárház, Ausztrálház                         | 1912         | napjainkban is áll | Kós Károly és Zrumeczky Dezső                | |
|     | Fácános                                 |                                                   | 1912         | napjainkban is áll | Kós Károly és Zrumeczky Dezső                | 1998-ban felújították. |
|     | Régi Majomház                           | Madagaszkár ház                                   | 1912         | napjainkban is áll | Kós Károly és Zrumeczky Dezső                | 1936-ban oldalszárnnyal és két nagy méretű csatlakozó ketreccel bővült. 2004-ben és 2010-ben két részletben felújították. |
|     | Mandrillház                             | Rágcsálóház, Variház                              | 1912         | napjainkban is áll | Kós Károly és Zrumeczky Dezső                | 2003-ban felújították. |
|     | Makiház                                 | Bambiház, Kenguruház                              | 1912         | napjainkban is áll | Kós Károly és Zrumeczky Dezső                | 2003-ban felújították. |
|     | Mókusházikó                             |                                                   | 1912         | napjainkban is áll | Kós Károly és Zrumeczky Dezső                | Tulajdonképpen egy kisebb fedett terrárium.                                                                               |
|     | India ház                               | Afrika ház, Tigrisház, Nagyragadozók háza         | 1912         | napjainkban is áll | Kós Károly és Zrumeczky Dezső                | 1990-es években átépítették.                                                                                              |
|     | Nagyszikla                              |                                                   | 1912         | napjainkban is áll | Végh Gyula                                   | 2012-ben nyílt meg belsejében a „Varászhegy” nevezetű kiállítótér-labirintus.                                             |
|     | Kisszikla                               |                                                   | 1912         | napjainkban is áll | Végh Gyula                                   | |
|     | Régi (I.) Tejcsarnok                    |                                                   | 1912         | 1970               | Kós Károly és Zrumeczky Dezső                | |
|     | Norvégház                               |                                                   | 1912         | napjainkban is áll | Kós Károly és Zrumeczky Dezső                | Az 1998-as felújításkor faanyagát teljesen ki kellett cserélni, azaz újjáépítették.                                       |
|     | Régi (I.) Bivalyház                     | Bölényház                                         | 1912         | 1944/1945          | Kós Károly és Zrumeczky Dezső                | A második világháborúban gyújtóbomba esett rá, és elpusztította.                                                          |
|     | Régi (II.) Zsiráfház                    |                                                   | 1912         | 1944/1945          | Kós Károly és Zrumeczky Dezső                | A második világháborúban bombatalálat pusztította el.                                                                     |
|     | Elefántház                              | Vastagbőrűek Háza                                 | 1912         | napjainkban is áll | Neuschloss Kornél                            | Tornyát 1915-ben lebontották és csak 1999-ben építették vissza. 1996 és 1999 között az egész épületet felújították.       |
|     | Struccház                               |                                                   | 1912         | 1986               | Kós Károly és Zrumeczky Dezső                | A második világháború után nem sikerült teljesen helyreállítani, később lebontották.                                      |
|     | Lakóépület                              |                                                   | 1912         | n. a.              | n. a.                                        | |
|     | Egyéb kisebb épületek                   |                                                   | 1912         | n. a.              | Kós Károly és Zrumeczky Dezső                | Ezekből az egyik ma Kürtőskalács pavilonként üzemel.                                                                      |
|     | Mérgesház                               | Új Kenguruház, Zebraistáló, Éjszakai Állatok Háza | 1912         | napjainkban is áll | Kós Károly és Zrumeczky Dezső                | 1991-ben Beőthy Mária tervei szerint alakították át és újították fel.                                                     |

### Az 1950-es évek és az 1980-as között épült épületek
| Kép | Épület              | Más név                     | Építés ideje        | Lebontás ideje                                | Tervező | Megjegyzés                                                            |
| --- | ------------------- | --------------------------- | ------------------- | --------------------------------------------- | --- | --------------------------------------------------------------------- |
|     | Xántus János-ház    | Madártelelő                 | 1954/1955           | napjainkban is áll                            | FŐTERV |                                                                       |
|     | Új (II.) Bivalyház  | Bölényház                   | 1963                | 2010                                          | Kéri Gyula, Bodnár Ferenc | Az Újabb (III.) Bivalyház épült a helyére.                            |
|     | Új (III.) Zsiráfház |                             | 1963/1965           | 2010                                          | Kéri Gyula, Bodnár Ferenc | Az Újabb (IV.) Zsiráfház épült a helyére.                             |
|     | Teveház             |                             | 1967                | napjainkban is áll a Szavannakifutó részeként | n. a. |                                                                       |
|     | Vivárium            |                             | 1974                | 2005 k.                                       | Szalkay József által összeállított szakmai program alapján a Budapesti Műszaki Egyetem Ipari és Mezőgazdasági Épülettervezési Tanszéke |                                                                       |
|     | Vízparti élet háza  |                             | 1980-as évek közepe | napjainkban is áll                            | n. a. |                                                                       |
|     | Emberszabásúak háza | Új Majomház                 | 1987                | napjainkban is áll                            | BVTV |                                                                       |
|     | Pákásztanya         | (Régi) Vidraház             | 1988                | napjainkban is áll                            | BVTV |                                                                       |
|     | Élet és Halál Háza  | Madármentő Állomás, Keltető | 1988                | napjainkban is áll                            | Beőthy Mária | A Madármentő Állomás 2018-ban átköltözött belőle a Holnemvolt Parkba. |

### Az 1990-es évek után épült épületek
| Kép | Épület                    | Más név                        | Építés ideje       | Lebontás ideje     | Tervező                                                          | Megjegyzés                             |
| --- | ------------------------- | ------------------------------ | ------------------ | ------------------ | ---------------------------------------------------------------- | -------------------------------------- |
|     | Afrika-kifutó épület      |                                | 1990-es évek       | napjainkban is áll | n. a.                                                            |                                        |
|     | Bonsai pavilon            |                                | 1998               | napjainkban is áll | Kis Péter, Szlabey Balázs                                        |                                        |
|     | Dél-Amerika ház           |                                | 1999               | napjainkban is áll | Kis Péter                                                        | A régi Sasröpde alatt alakították ki.  |
|     | (Új) Vidraházak           | Lepkeházak                     | 2000-es évek eleje | napjainkban is áll | n. a.                                                            | 2 épület                               |
|     | Dombház                   |                                | 2004               | napjainkban is áll | Kis Péter                                                        |                                        |
|     | Új (II.) Krokodilház      |                                | 2006               | napjainkban is áll | Czégány Sándor Kós Károly és Zrumeczky Dezső tervei felhasználva |                                        |
|     | Szavanna komplexum        | Szavanna-ház és Elefántcsarnok | 2008               | napjainkban is áll | Anthony Gall és társai                                           |                                        |
|     | Új (II.) Tejcsarnok       |                                | 2008               | napjainkban is áll | Kis Péter Kós Károly és Zrumeczky Dezső tervei alapján           |                                        |
|     | Legújabb (III.) Bivalyház | Bölényház, Régi-új Bivalyház   | 2010               | napjainkban is áll | Kis Péter Kós Károly és Zrumeczky Dezső tervei alapján           | Az I. Bivalyház újjáépített változata. |
|     | Legújabb (IV.) Zsiráfház  | Régi-új Zsiráfház              | 2010               | napjainkban is áll | Kis Péter Kós Károly és Zrumeczky Dezső tervei alapján           | A II. Zsiráfház újjáépített változata. |
|     | Vombatház                 |                                | 2011               | napjainkban is áll | n. a.                                                            |                                        |
|     | Pampakifutó               | Hangyászház                    | 2014               | napjainkban is áll | n. a.                                                            |                                        |
|     | Sárkányház                |                                | 2015               | napjainkban is áll | Anthony Gall                                                     |                                        |

### Nem ismert építési idejű épületek
| Kép | Épület                      | Más név | Építés ideje | Lebontás ideje     | Tervező | Megjegyzés                                                        |
| --- | --------------------------- | ------- | ------------ | ------------------ | ------- | ----------------------------------------------------------------- |
|     | Régi madártelelő            |         | n. a.        | 1940-es évek       | n. a.   | Helyére épült 1955-ben az Új Madártelelő, a mai Xántus János-ház. |
|     | Keaház                      |         | n. a.        | napjainkban is áll | n. a.   |                                                                   |
|     | Ajándékbolt                 |         | n. a.        | napjainkban is áll | n. a.   |                                                                   |
|     | Pavilon a Szavannakifutónál |         | n. a.        | napjainkban is áll | n. a.   |                                                                   |
|     | Kapuőrházak                 |         | n. a.        | napjainkban is áll | n. a.   | 2 épület                                                          |

## Külső hivatkozás
- http://www.zoobudapest.com/orizzuk-ertekeinket/muemleki-allathazak
- http://www.zoobudapest.com/jubileum/talalkozas-a-regmulttal/patinas-epuletek
- https://zoobudapest.com/pannonpark/a-fejlesztesek-attekintese/elozmenyek